# Ponte del Gran Caso
Die Ponte del Gran Caso ist eine römische Brücke über den Torrente Gran Caso zwei Kilometer südlich der Stadt Ascoli Piceno (Mittelitalien), sie verkürzte einen bereits in der Antike vorhandenen Straßenzug, der beim heutigen Ort San Pietro einen schluchtartigen Hangeinschnitt zu überwinden hatte.
Das von dichter Vegetation umgebene Bauwerk liegt etwa 50 m oberhalb eines modernen Nachfolgerbaues auf Privatbesitz und dient heute nur noch dazu, einen dort errichteten Holzschuppen zu tragen. Die Brücke hat eine Spannweite von 6 m, eine Breite von 3,3 m und besteht aus Travertin. An einer Brückenrampe befinden sich zwei Entlastungsbögen, von denen der segmentbogenförmige vom Boden bis zur halben Höhe des Hauptbogens reicht.
Eine vergleichbare Flutöffnung findet sich auch bei der Ponte di Pioraco, ebenfalls in Mittelitalien.